# Sterlington
Sterlington és un poble de la Parròquia d'Ouachita a l'estat de Louisiana dels Estats Units d'Amèrica.

## Demografia
Segons el cens del 2000 Sterlington tenia 1.276 habitants, 478 habitatges, i 356 famílies. La densitat de població era de 215,1 habitants/km².
Dels 478 habitatges en un 38,5% hi vivien nens de menys de 18 anys, en un 51,9% hi vivien parelles casades, en un 19,2% dones solteres, i en un 25,5% no eren unitats familiars. En el 21,8% dels habitatges hi vivien persones soles el 9,4% de les quals corresponia a persones de 65 anys o més que vivien soles. El nombre mitjà de persones vivint en cada habitatge era de 2,63 i el nombre mitjà de persones que vivien en cada família era de 3,07.
Per edats la població es repartia de la següent manera: un 29,7% tenia menys de 18 anys, un 11,1% entre 18 i 24, un 27,3% entre 25 i 44, un 18,7% de 45 a 60 i un 13,2% 65 anys o més.
L'edat mediana era de 33 anys. Per cada 100 dones de 18 o més anys hi havia 82,3 homes.
La renda mediana per habitatge era de 33.750 $ i la renda mediana per família de 38.269 $. Els homes tenien una renda mediana de 29.643 $ mentre que les dones 21.250 $. La renda per capita de la població era de 16.707 $. Entorn del 10,4% de les famílies i l'11,7% de la població estaven per davall del llindar de pobresa.

## Poblacions properes
El següent diagrama mostra les poblacions més properes.